# Charles Vanel
Marie-Charles Vanel (* 21. August 1892 in Rennes; † 15. April 1989 in Cannes) war ein französischer Schauspieler und Regisseur. Er zählt zu den Schauspielern mit der längsten Filmkarriere und stand 78 Jahre vor der Kamera.

## Leben
Charles Vanel begann als Jugendlicher eine Seefahrtsausbildung, die er jedoch wegen nicht hinreichender Sehkraft abbrechen musste. 1908 hatte er als Schauspieler sein Bühnendebüt in Paris, 1910 gab er in einer kleinen Rolle sein Filmdebüt. Es folgten mehrere Tourneen zusammen mit Sacha Guitry. Seine ersten wichtigen Rollen übernahm er an der Seite von Iwan Mosschuchin in La Maison du mystère (1923) von Alexander Wolkow sowie in Die Islandfischer (1924), einem Fischerdrama von Jacques de Baroncelli; mit Regisseur Baroncelli arbeitete er bis 1944 noch häufig zusammen. Im Jahre 1926 erlangte Vanel Popularität als Liebhaber in René Clairs La proie du vent und trat danach auch in internationalen Filmproduktionen auf. 1927 begann mit Da hält die Welt den Atem an/Maquillage eine bis in die Mitte der 1930er Jahre andauernde Reihe von Filmauftritten Vanels in deutsch-französischen Koproduktionen beziehungsweise französischen Sprachversionen deutscher Filme. So spielte er auch die Rolle des Napoleon in Karl Grunes Filmen Königin Luise und Waterloo. Mit dem Filmdrama Dans la nuit schuf Vanel 1929 sein einziges Werk als Regisseur und Drehbuchautor; er übernahm darin auch die Hauptrolle.
Anfang der 1930er Jahre stand er in den frühen Tonfilmen von Raymond Bernard Les croix de bois (1931) und dessen Les-misérables-Verfilmung von 1933 vor der Kamera. Auch in Filmen von Jacques Feyder und Marcel Carné übernahm er wichtige Rollen. Vanel verkörperte insbesondere in den 1950er Jahren erfolgreich seinen Rollentyp stoisch-schweigsamer und undurchschaubarer Figuren in französischen Thrillern, darunter als Partner Yves Montands in Le salaire de la peur und in Les diaboliques – beide von Henri-Georges Clouzot. Ab den 1950er Jahren war er auch in italienischen Filmen zu sehen. Daneben spielte er unter Alfred Hitchcock in Über den Dächern von Nizza (1954) und unter Luis Buñuel in Pesthauch des Dschungels (1956). Aus seinem Spätwerk ragt sein stummes Schauspiel in Francesco Rosis Mafiafilm Die Macht und ihr Preis (1976) heraus. Durch seine Leinwandpräsenz und seine überaus lange Karriere avancierte Vanel zu einer Institution des französischen Kinos. Gern wurde der Darsteller auch in kleineren Rollen eingesetzt, um diesen spezielles Gewicht zu geben. Seinen letzten Filmauftritt hatte Charles Vanel 1988 im Alter von 96 Jahren.

## Auszeichnungen
Charles Vanel erhielt 1953 für seine schauspielerische Leistung in Clouzots Le salaire de la peur eine 'Besondere Erwähnung' auf dem Cannes Film Festival. 1954 gewann er auf dem Karlovy Vary International Film Festival die Auszeichnung als bester Darsteller in Duviviers L’affaire Maurizius. Für seine Rolle in Henri Decoins Le feu aux poudres wurde ihm 1957 auf dem San Sebastián International Film Festival der Zulueta-Preis für den besten Schauspieler verliehen. Als bester Nebendarsteller wurde er 1981 mit einem David di Donatello für seine Darstellung in Drei Brüder von Francesco Rosi geehrt. 1979 war Vanel Präsident der 4. César-Preisverleihung.

## Filmografie
- 1920: Miarka, fille à l’ours
- 1921: La fille de Camargue
- 1921: Crépuscule d’épouvante
- 1922: L’Âtre
- 1922: Phroso
- 1923: Le Vol
- 1923: Tempêtes
- 1923: La Mendiante de Saint-Sulpice
- 1923: Das geheimnisvolle Haus (La maison du mystère)
- 1924: Die Islandfischer (Pêcheur d’Islande)
- 1924: In the Spider’s Web
- 1924: L’autre aile
- 1925: Le réveil
- 1925: L’Orphelin du cirque
- 1925: La flamme
- 1925: 600000 francs par mois
- 1926: La Proie du vent
- 1927: Feu!
- 1927: Da hält die Welt den Atem an
- 1927: Die Apachen von Paris
- 1927: Die weiße Sklavin
- 1927/28: Königin Luise (2 Teile)
- 1928: L’Équipage
- 1928: Les Fourchambault
- 1928: La femme rêvée
- 1929: Waterloo
- 1929: Drei Tage auf Leben und Tod
- 1929: Die Liebe der Brüder Rott
- 1930: Im Dunkel der Nacht – Dans la nuit (Dans la nuit) – auch Regie
- 1930: Chique, L’Arlésienne
- 1930: Accusée, levez-vous!
- 1931: La maison jaune de Rio
- 1931: Maison de danses
- 1931: Faubourg Montmartre
- 1931: Daïnah la métisse
- 1931: Affaire classée
- 1932: Gitanes
- 1932: Die hölzernen Kreuze (Les croix de bois)
- 1932: Au nom de la loi
- 1933: Au bout du monde
- 1934: Roi de Camargue
- 1934: Die Verdammten (Les Misérables)
- 1934: Die letzte Etappe (Le Grand Jeu)
- 1935: Blutsbrüder 1918 (L’Équipage)
- 1935: Michel Strogoff
- 1935: Le Domino vert
- 1936: Port-Arthur
- 1936: La Peur
- 1936: Jenny
- 1936: Les Grands
- 1936: La flamme
- 1936: Courrier Sud
- 1936: Zünftige Bande (La belle équipe)
- 1936: Wolgaschiffer (Le bateliers de la Volga)
- 1937: Troika sur la piste blanche
- 1937: Police mondaine
- 1937: Les Pirates du rail
- 1937: L’Occident
- 1937: Vertrauensbruch (Abus de confiance)
- 1938: Légions d’honneur
- 1938: Carrefour
- 1938: Bar du sud
- 1938: L’Assaut
- 1939: Yamilé sous les cèdres
- 1939: La Brigade sauvage
- 1940: L’Or du Cristobal
- 1940: La Nuit merveilleuse
- 1940: Das Gesetz des Nordens (La loi du nord)
- 1941: Le Diamant noir
- 1942: Les affaires sont les affaires
- 1942: Das Versprechen einer Unbekannten (Promesse à l’inconnue)
- 1942: Haut le vent
- 1943: Le soleil a toujours raison
- 1943: La Sévillane
- 1943: Les Roquevillard
- 1943: Sprung in die Wolken (Le ciel est à vous)
- 1945: La cabane aux souvenirs
- 1945: Le bateau à soupe
- 1946: Vatersorgen (Gringalet)
- 1946: Entfesselte Leidenschaften (La Ferme du pendu)
- 1949: Im Namen des Gesetzes (In nome della legge)
- 1950: Zu spät, Dr. Marchi (Il bivio)
- 1950: La femme que j'ai assassinée
- 1950: Unerbittliche Liebe (Gli inesorabilii)
- 1950: Malaire
- 1950: Cuori sul mare
- 1951: L’ultima sentenza
- 1951: Incantesimo tragico
- 1952: Lohn der Angst (Le Salaire de la peur)
- 1953: Versailles – Könige und Frauen (Si Versailles m’était conté)
- 1953: Tam tam nell’oltre Giuba
- 1954: Der Fall Maurizius (L'Affaire Maurizius)
- 1954: Magdalena – Tagebuch einer Verlorenen (Maddalena)
- 1954: Husarenstreiche (L’allegro squadrone)
- 1954: Bringt ihn lebend…! (Tam tam mayumbe)
- 1955: Die Teuflischen (Les Diaboliques)
- 1955: Ein Mann für Afrika (Un missionnaire)
- 1955: Über den Dächern von Nizza (To Catch a Thief)
- 1956: Dem Satan ins Gesicht gespuckt (Le Feu aux poudres)
- 1956: Ihr schlechter Ruf (Difendo il mio amore)
- 1956: Pesthauch des Dschungels (La Mort en ce jardin)
- 1957: Nacht über Paris (Rafles sur la ville)
- 1957: Les Suspects
- 1958: Der Gorilla lässt schön grüßen (Le Gorille vous salue bien)
- 1958: Die Falle (Le piège)
- 1958: Wolgaschiffer (I battellieri del Volga)
- 1958: Die Verfemte (Les naufrageurs)
- 1958: Pêcheur d’Islande
- 1959: Der Gorilla schlägt zu (La valse du gorille)
- 1960: Die Wahrheit (La Vérité)
- 1960: María, matrícula de Bilbao
- 1961: Tim und Struppi und das Geheimnis um das goldene Vlies (Tintin et le mystère de la toison d’or)
- 1961: Die Steppe (La steppa)
- 1961: Rififi in Tokio (Du rififi à Tokyo)
- 1962: Schüsse auf der Piazza (Lo sgarro)
- 1962: Die Millionen eines Gehetzten (L’Aîné des Ferchaux)
- 1963: Ein König allein (Un roi sans divertissement)
- 1963: Sieben Tote hat die Woche (Symphonie pour un massacre)
- 1965: Und die Wälder werden schweigen (Le Chant du monde)
- 1966: Ballade für einen Hund (Ballade pour un chien)
- 1967: Ein Mann zuviel (Un homme de trop)
- 1968: Seine Gefangene (La Prisonnière)
- 1968: Maldonne
- 1970: Träume auf Bestellung (Ils)
- 1970: Der Boss (Comptes à rebours)
- 1972: Camorra
- 1972: Die Entführer lassen grüßen (L’aventure, c’est l’aventure)
- 1972: Die schönste Soirée meines Lebens (La più bella serata della mia vita)
- 1974: Der Rücksichtslose (Par le sang des autres)
- 1975: Quartett Bestial (Sept morts sur ordonnance)
- 1976: Es herrscht Ruhe im Land
- 1976: Die Macht und ihr Preis (Cadaveri eccellenti)
- 1976: Wie ein Bumerang (Comme un boomerang)
- 1976: Alice (Alice ou la dernière fugue)
- 1977: Nuit d’Or – Die Nacht aus Gold (Nuit d’or)
- 1978: Ne pleure pas
- 1979: Die verlorene Zeit (Le chemin perdu)
- 1981: Drei Brüder (Tre fratelli)
- 1982: Der alte und der junge Michaud (Les Michaud)
- 1987: L’Été en pente douce
- 1987: Wenn die Sonne nicht wiederkäme (Si le soleil ne revenait pas)
- 1988: Ein turbulentes Wochenende (Les saisons du plaisir)